# إد درو
إد درو (بالإنجليزية: Ed Drew)‏ هو راعي البقر أمريكي، ولد في 22 أغسطس 1865 في لاندر في الولايات المتحدة، وتوفي في 15 مايو 1911 في Ray, Arizona ‏ في الولايات المتحدة.